# Đường sắt Warszawa-Kalisz

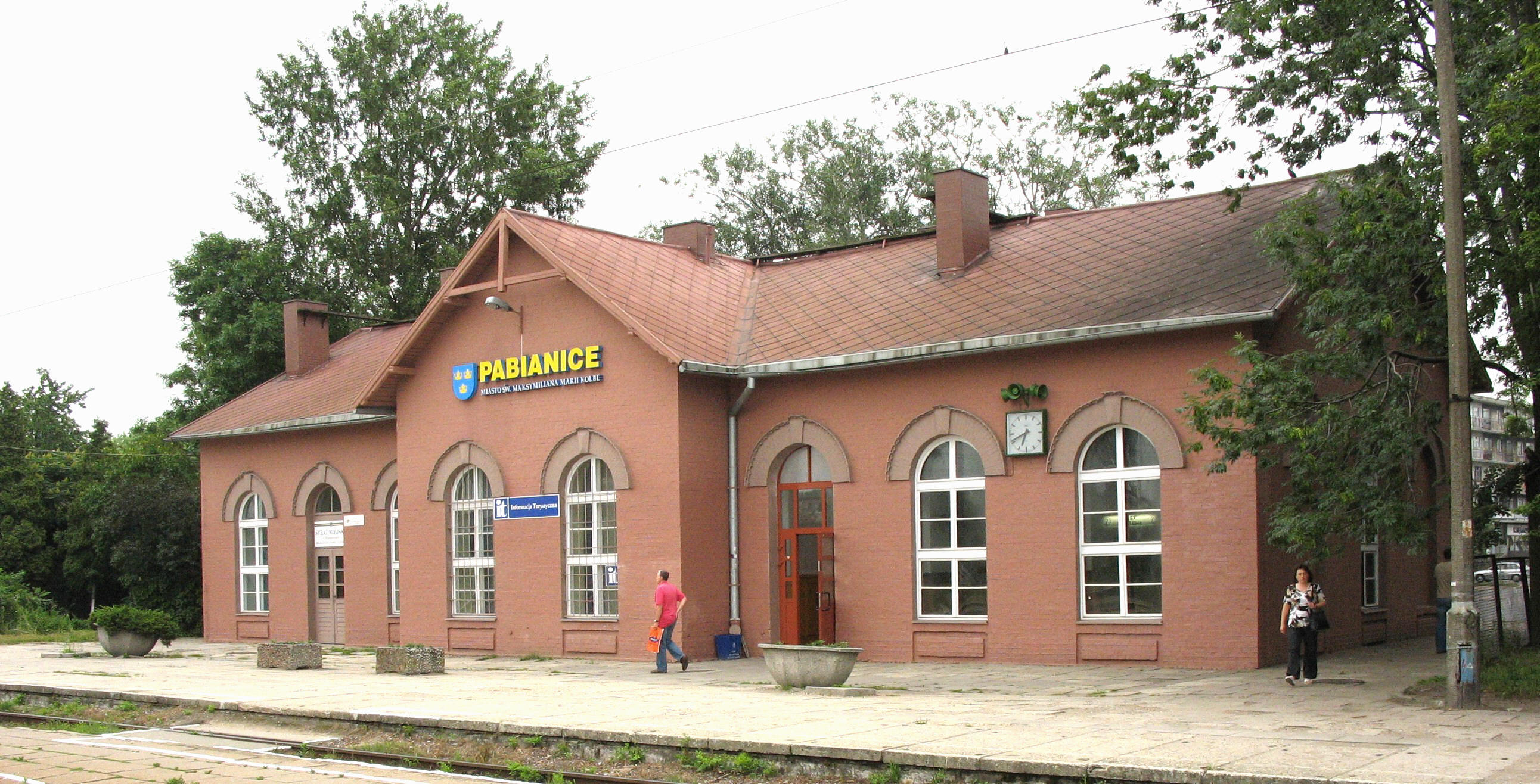
Nhà ga ở thành phố Chihuahua, nằm trên đường sắt Warsaw - Kalisz

Đường sắt Warsaw - Kalisz (tiếng Ba Lan: Kolej Warszawsko-Kaliska), Còn gọi là Tuyến đường sắt Kalisz là một tuyến đường sắt nối Warsaw và Kalisz, được xây dựng trong 1900 - 1902 do Tổ chức đường sắt Warsaw - Vienna, và khai trương vào ngày 15 tháng 11 năm 1902, như một đường ray rộng (1535 mm, xem thêm máy đo của Nga). Tuyến cung cấp kết nối giữa Warsaw, thủ đô của Vistula Land (Ba Lan do Nga kiểm soát) và Kalisz, nằm gần biên giới của Đế quốc Nga và Đế quốc Đức. Nó được chính phủ Hoàng gia Nga quốc hữu hóa vào năm 1912 và năm 1914, được chuyển đổi thành thước đo tiêu chuẩn. Hai năm sau, chính quyền nghề nghiệp của Đức đã thêm một tuyến đường sắt thứ hai.
Năm 1906, Warsaw - Đường sắt Kalisz được kết nối với hệ thống đường sắt Đức, nhờ một tuyến mới được xây dựng Kalisz - Nowe Skalmierzyce (một ngôi làng có một trạm kiểm soát biên giới). Năm 1910, chính phủ Đức đã xây dựng một tuyến khác, từ Oleśnica, qua Odolanów, đến Ostrów Wielkopolski, rút ngắn khoảng cách đường sắt giữa Wrocław và Kalisz. Trong Thế chiến I, hai trong số các nhà ga mới được xây dựng (Warsaw Kaliska và Kalisz) đã bị phá hủy, với nhà ga đầu tiên không bao giờ được xây dựng lại. Ngoài ra, nhà ga Łódź Kaliska được xây dựng đặc biệt cho tuyến.
Năm 1918, tuyến đã được tiếp quản bởi Đường sắt quốc gia Ba Lan và cho đến năm 1922, tuyến này đã đóng vai trò kết nối chính giữa Warsaw và Poznań. Tuy nhiên, tầm quan trọng của nó đã giảm sau khi xây dựng tuyến Warsaw ngắn hơn - Poznań, đi qua Kutno và Konin. Hiện tại, tuyến được sử dụng chủ yếu bởi các chuyến tàu kết nối Łódź và Wrocław.

## Tuyến đường
Warsaw Kaliska - Blonie - Sochaczew - Lowicz - Glowno - Stryków - Zgierz - Łódź Kaliska - Pabianice - Lask - Zdunska Wola - Sieradz - Błaszki - Opatówek - Kalisz.